# Мароль-ле-Байи
Маро́ль-ле-Байи́ (фр. Marolles-lès-Bailly) — коммуна во Франции, находится в регионе Шампань — Арденны. Департамент — Об. Входит в состав кантона Бар-сюр-Сен. Округ коммуны — Труа.
Код INSEE коммуны — 10226.
Коммуна расположена приблизительно в 165 км к юго-востоку от Парижа, в 90 км южнее Шалон-ан-Шампани, в 24 км к юго-востоку от Труа.

## Население
Население коммуны на 2008 год составляло 106 человек.
| 1962 | 1968 | 1975 | 1982 | 1990 | 1999 | 2008 |
| ---- | ---- | ---- | ---- | ---- | ---- | ---- |
| 120  | 127  | 106  | 116  | 119  | 100  | 106  |

## Экономика
В 2007 году среди 59 человек в трудоспособном возрасте (15—64 лет) 47 были экономически активными, 12 — неактивными (показатель активности — 79,7 %, в 1999 году было 67,2 %). Из 47 активных работали 44 человека (24 мужчины и 20 женщин), безработных было 3 (2 мужчины и 1 женщина). Среди 12 неактивных 3 человека были учениками или студентами, 4 — пенсионерами, 5 были неактивными по другим причинам.